# 希科里科納斯 (密歇根州)
希科里科納斯（英語：Hickory Corners）是位於美國密歇根州巴里縣的一個普查規定居民點。

## 人口
根據2020年美國人口普查的數據，希科里科納斯的面積為5.38平方千米，當中陸地面積為5.37平方千米，而水域面積為0.01平方千米。當地共有人口313人，而人口密度為每平方千米58.18人。